# Ethnikos Asteras
Ethnikos Asteras (gr. Εθνικός Αστέρας) – grecki klub piłkarski, grający obecnie w drugiej lidze, mający siedzibę w Kaisariani, leżącym na przedmieściach stolicy kraju, Aten.

## Historia
Klub został założony w 1927 roku jako Ethnikos Astir. Powstał on w wyniku fuzji dwóch innych klubów: Ethnikosu oraz Asteras Kaisariani. Największe sukcesy osiągał w latach 1998–2002, kiedy występował w rozgrywkach pierwszej ligi greckiej.

## Reprezentanci kraju grający w klubie
- Aleksis Aleksudis
- Jeorjos Amanatidis
- Joakim Chawos
- Stelios Janakopulos
- Kostas Chumis
- Janis Kalidzakis
- Petros Marinakis
- Chrysostomos Michalidis
- Dimitris Nalidzis
- Zisis Tsekos
- Nikos Tsiandakis
- Rafik Djebbour
- Bledi Shkëmbi
- Foto Strakosha
- Patrick Zoundi
- Demetris Daskalakis
- Christos Kotsonis
- Lukas Luka
- Trésor Luntala
- Ville Väisänen
- Daniel Edusei
- Ousmane N’Gom Camara
- Kanfory Sylla
- Serge Mimpo
- Jean-Jacques Missé-Missé
- Abdoulaye Demba
- Mamary Traoré
- Driss El Asmar
- José Mendoza
- Zoran Jovičić
- Aleksandar Krstić
- Mamadou Coulibaly
- Marc-Éric Gueï